# Peter Matthias Noordzij
Peter Matthias Noordzij (* 27. Januar 1961 in Den Haag) ist ein niederländischer Schriftgestalter und Typograf.

## Werdegang
Peter Matthias Noordzij ist der Sohn von Gerrit Noordzij. Er studierte von 1980 bis 1985 an der Koninklijke Academie van Beeldende Kunsten in Den Haag. 1983, noch während seines Studiums, entstanden erste Entwürfe für die Schrift PMN Caecilia, die 1991 exklusiv über die Linotype GmbH vertrieben wurde.
1986 begann er seine Tätigkeit als Typograf. Zu seinen ersten Kunden gehörten die Verlage Querido, De Arbeiderpers und Meulenhoff und die niederländische Tageszeitung De Volkskrant.
Von 1986 bis 1989 unterrichtete er Typografie an der Hochschule der Künste in Arnhem (heute: ArtEZ), ab 1988 Schriftgestaltung an der Koninklijke Academie van Beeldende Kunsten in Den Haag. Seit 1991 ist Peter Matthias Noordzij verantwortlich für die neue The Enschedé Font Foundry in Haarlem.